# Fiel Garvie
Fiel Garvie war eine britische Indie-Rock-Band aus Norwich, England, die dem Stil des Shoegazing zugeordnet wird. Eine offizielle Auflösung gab es offensichtlich nicht, es gab seit 2006 keine Veröffentlichungen mehr und die Website der Band ist aber seit mehreren Jahren offline.

## Geschichte
Anne Reekie und Adam Green spielten zuvor zusammen in einer Band namens Passing Clouds, die in den frühen 1990er Jahren zwei EPs veröffentlichte. Zusammen mit Jude Bugden und Graham „Greg“ McGeoch, der in den frühen 1990er Jahren auch mit seiner Band Jane Pow! mehrere Tonträger veröffentlichte und später in den 2000er Jahren mit seiner anglo-japanischen Formation Hyper Kinako zwei Singles publizierte, gründeten sie 1996 Fiel Garvie und spielten lange Zeit als Quartett.
Noch im Gründungsjahr erschien beim eigens gegründeten Label Foundling die Debüt-Single und in Folge dort weitere zwei Singles. Hinzu kamen erste Samplerbeiträge. 1999 erschien beim britischen Independent-Label Noisebox Records das Debüt-Album ¡Vuka Vuka!.
2002 stieß Emma Corlett als Keyboarderin hinzu. Das zweite Album Leave Me Out of This erschien 2003 wieder beim eigenen Label Foundling, aber auch beim US-amerikanischen Label Words On Musik in Minneapolis und beim deutschen Label Alison Records in Lüneburg. Es wurde beim Online-Magazin Chainsaw Beats im September 2003 als Album des Monats rezensiert. Produziert wurde das Album von Phil Vinall, der auch Tontechnik und Produktion bei anderen Songs der Band übernahm. Im Beitrag bei Chainsaw Beats wird angegeben, dass das Debüt-Album ¡Vuka Vuka! „mehrfach preisgekrönt“ wurde, aber nicht weiter ausgeführt.
Bei Words on Music erschien dann 2006 auch das dritte und offensichtlich letzte Album Caught Laughing.

## Diskografie
Alben
- 1999: ¡Vuka Vuka! (Noisebox Records)
- 2003: Leave Me Out of This (Foundling / Words on Music  / Alison Records ; Vertrieb:  Backs Records / Shellshock / Pinnacle)
- 2006: Caught Laughing (Words on Music )

Singles
- 1996: Glass Faced Warrior (Foundling; Vertrieb: Backs Records / RTM)
- 1997: For What I Love (Foundling; Vertrieb: Shellshock)
- 1998: Colour You (Foundling; Vertrieb:  Backs Records / Shellshock)
- 2000: pre-VV EP (Noisebox Records; Vertrieb: Cargo Records)
- 2000: Difference of Me / Risk (Noisebox Records)
- 2003: I Didn't Say (Foundling / Alison Records )

Kompilationsbeiträge (Auswahl)
- 1996: Risk auf Volume 17 – Fifth Birthday Bumper Bonanza! (Volume Magazine )
- 1997: Octopus auf 33⅓ EP (Noisebox Records)
- 1999: Little Lie auf Kaleidoscope Issue 5 (Kaleidoscope)
- 2003: I Didn't Say auf Magnet New Music Sampler Volume 31 (Magnet Magazine)
- 2004: Doortime auf Losing Today 01 (Losing Today )
- 2004: Outdoor Miner auf A Houseguest's Wish: Translations of Wire's 'Outdoor Miner'  (Words on Music )
- 2004: I Didn't Say auf Sunsets and Silhouettes (Planting Seeds Records )
- 2006: Blue Thunder auf Never Lose That Feeling Volume Two (Club AC30)
- 2006: Shy Away auf Wombatonebat (Nr One Records)
- 2008: The Palace Lights auf Sweet Psychedelic Orange (Vostok Sound Organization (コンピレーション)  / Penelopes and Vaudeville Park Records )